# Mount Arapiles
Mount Arapiles ist eine Gesteinsformation mit einer maximalen Höhe von 369 m in der Region Wimmera im Westen des australischen Bundesstaates Victoria. 
Sie ist Teil des Mount Arapiles - Tooan State Parks und befindet sich etwa zehn Kilometer westlich von Natimuk. Der traditionelle Name der Aborigines lautet Dyurrait, auch Djurite geschrieben.

## Geologie
Die Felsen bestehen aus Quarzit und somit aus metamorphem Gestein. Es handelte sich ursprünglich vor allem um quarzreichen Sandstein, Sedimentgestein, das sich vor 420 Millionen Jahren in einem gigantischen Flusssystem abgesetzt hatte, welches unter anderem auch die Grampians umfasste. Unter diesem Gestein sammelte sich Magma, welches die Oberfläche nie erreichte, sondern sich als Granit im Untergrund verfestigte. Durch die enorme Hitze rekristallisierte der darüberliegende Sandstein teilweise zu Quarzit. Der noch verbliebene Sandstein erodierte, sodass nur der metamorphe Teil des Gesteins bis heute bestehen blieb.

## Geschichte
Die Klippen des Mount Arapiles sind wegen der großen Auswahl an Kletterrouten ein beliebtes Ziel von Felskletterern.
Die erste Besteigung durch einen Europäer erfolgte 1836 durch Thomas Livingstone Mitchell. Er benannte den Berg nach einem Hügel in Spanien, nahe dem die Schlacht von Salamanca stattgefunden hatte.
1963 erlangte Mount Arapiles Aufmerksamkeit in der modernen Kletterszene durch einen Besuch von Bob und Steve Craddock, bei dem die ersten Routen in diesem Gebiet geklettert und aufgezeichnet wurden. Weitere Kletterer und damit auch Routen folgten in den nächsten Jahren und Jahrzehnten und prägten die örtliche Klettergeschichte. Zu nennen sind unter anderem Kletterer wie Henry Barber, Kim Carrigan, Louise Shepherd, Wolfgang Güllich und Stefan Glowacz. Bis 1999 waren bereits über 2500 Routen verzeichnet, die schwierigste davon bewertet mit XI- (UIAA-Skala). 